# Riersch Zoltán
Riersch Zoltán (Kiskomárom, 1948. november 2. –) újságíró, szerkesztő, író, költő, esszéista, publicista.

## Pályafutása
Újságíróként szerkesztette a Krónikát, a Monitort. Felelős szerkesztője volt a HetiMix Magazinnak, és a Dél-Zalai Civil Népújságnak. De megjelentek írásai más, több, zalai és országos napilapban, kulturális folyóiratban, - pl. Zalai Hírlap, Kanizsa Újság, Régiós Magazin, Pannon Tükör, Hévíz, Lyra, Kláris, Búvópatak, Magyarerő, Monitor, Tudatos Magazin, Montázsmagazin, Epreskert, Litera - Túra Irodalmi Magazin, Generációnk Magazin, Nyugat - Balatoni Kalendárium. Több hazai és nemzetközi, főleg erdélyi honlapokon (pl. www.erdély.ma.ro és www.csikszentkiraly.ro).       
Társszerkesztője a húsz éve megjelenő Kanizsa Antológiának.       
Számtalan helyre hívták, hívják műsoros estre, író-olvasótalálkozóra.  Verseivel, írásaival szerepelt már pl. Zalaszabar, Zalakomár, Murakeresztúr, Miklósfa, Rédics, Liszó községekben, Gyömrő, Letenye, Csurgó, Nagykanizsa városokban ( Kiskastély, Erkel Művelődési Ház, Kodály Zoltán Művelődési Ház, Honvéd Kaszinó, Halis István Városi Könyvtár), de köteteivel többször bemutatkozott már Budapesten a Krúdy Szalonban, a Zila Irodalmi Kávéházban, a Fővárosi Szabó Ervin Könyvtár Eötvös könyvtárában és a Sashalmi könyvtárában.       
2003-ban megszervezte, és vezette zalai írók és költők közreműködésével Murakeresztúron az első Szertics László Irodalmi Alkotótábort és felelős szerkesztőként közreműködött több költészet napi, és egyéb kulturális és sport rendezvényen.       
Irodalmi kurzust vezetett hátrányos helyzetű gyerekek Multi - Kulti táborában (2009. Nagykanizsa). Versei 2021 - 2022 - 2023 években érettségi tétel a Nagykanizsai Piarista Gimnáziumban.  Közel húsz éven keresztül irodalmi előadásokat, megemlékezéseket, Költészet Napi beszélgetéseket tartott, versünnepeken zsűrizett több általános és középiskolában. (pl. Szivárvány EGYMI Nagykanizsa, Piarista Gimnázium Nagykanizsa, Zalakomár Általános Iskola) 2012. év Költészet Napján a Nagykanizsai Szivárvány EGYMI Iskola tanulói Koros Zsuzsa pedagógus vezetésével az iskola udvarára felsorakozva együtt mondták el Riersch Zoltán tavaszi verseit. A nagykanizsai Deák téri Felső-templomban telt házas jótékonysági estet, adomány gyűjtést szervezett, szerkesztett, vezetett művészbarátaival a tragikusan árván maradt helyi Simon testvérpárnak. Szülőfaluja, Zalakomár amatőr művészeivel több alkalommal, adventi, húsvéti zenés, verses, zenés áhítatot varázsoltak több zalai templomban. Háromszor jelölték a Magyar Kultúra Lovagja címre - 2005, 2021, 2022. években.       
Tagja volt a Kanizsa Műhelynek, a Zalai Írók Egyesületének, és a Magyar Újságírók Országos Szövetségének. Alapító elnöke az Aranyecset Irodalmi, Előadóművészeti, Képzőművészeti és Zenei Egyesületnek. Jelenleg is tagja a budapesti Krúdy Gyula Irodalmi Körnek, a Napfény Rákbetegek és Hozzátartozói Egyesületnek, a Mozgáskorlátozottak Egyesületének. Titkára a Takács László Irodalmi Körnek. 
Negyvenhárom antológia, közük a Kanizsa Antológia társszerzője. 
A Raszter Könyvkiadó segítségével 2004 évben kiadott Minden idők csókja című antológiában Faludy György zsűrizte versét. Írásait több nyelvre (eszperantó, német, román, flamand, lengyel) lefordították. 
Megosztott Primavera – díjat kapott 2005-ben, Mosoly – díj 2009-ben. 
2008-ban Krúdy Díszoklevél. 
2009-ben Budapesten a Krúdy Gyula Emlékbizottság a Kéhli Szalonban, Krúdy Gyula egykori törzshelyének dísztermében Krúdy díj bronz emlékéremmel tüntette ki. 
2020-ban Nagykanizsa MJV Jelvénye kitüntetést kapott a polgármestertől.
2022-ben Krúdy Legenda díjat kapott.

## Önálló kötetei
- Néha téved a költő (2002)
- Murai szél (2004)
- Kicsi kéz simul s kérges tenyérhez (2005)
- Petróleumlámpák árnyékában (2006)
- Barackvirág ivadéka vagyok (2008)
- Arcomba hajolnak a csönd ágai (2008)
- Fészket raktam Jézus tenyerében (2009)
- Amíg van időm (2009)
- Őszi könnyek nélkül (2010)
- Murától a Potyli – partig (2010)
- Az idő fogságában (2011)
- A boldogság hangja (2015)
- Emlékeimben keresem a menedéket (2015)
- A régi ház előtt esti csendben (2018)
- Tűzre lobban bennem az elmúlás (2020)
- Egy vagyok a végtelennel (2021)